# Geschichtenhasser
Geschichtenhasser ist ein Lied des deutschen Rockmusikers Stephan Weidner, dem Kopf und Bassisten der Band Böhse Onkelz. Es wurde von ihm selbst geschrieben und produziert. Der Song ist die einzige Singleauskopplung seines ersten Soloalbums Schneller, höher, Weidner und wurde am 11. April 2008 veröffentlicht.

## Inhalt
Der Text des Liedes dreht sich allgemein um den Inhalt der Musik von Stephan Weidner. So bezeichnet er sie als:

„Reime meines Lebens

Das Leben des Verfassers

Geschichten eines Geschichtenhassers“

Der Inhalt seiner Lieder sei nicht zum Einschlafen gedacht („Alles was ich sage, hilft dir, nicht einzuschlafen.“), sondern bestehe aus „Märchen, die es zu erzählen lohnt.“

## Musikvideo
Das Musikvideo zu Geschichtenhasser ist in Schwarz-weiß gehalten und animiert. Es zeigt Stephan Weidner, der den Song singt und dabei Bassgitarre spielt. Währenddessen wechselt der Hintergrund stetig und zeigt unter anderem verschiedene Hochhäuser, die schließlich einstürzen. Später fährt der Sänger in einem Auto durch die Stadt, während er weiter den Text vorträgt und sich andere Autos überschlagen.

## Single

### Covergestaltung
Das Singlecover ist in Schwarz-weiß gehalten und zeigt im rechten Teil das Gesicht von Stephan Weidner, der den Betrachter mit ernstem Blick ansieht, sowie dessen Logo – ein W. Links unten befindet sich der Schriftzug geschichtenhasser.

### Titelliste
1. Geschichtenhasser – 3:29
2. Du kannst es – 3:35
3. Liebesbrief – 2:47
4. Pass gut auf dich auf (Remix) – 4:28
5. Geschichtenhasser (Musikvideo) – 3:29

### Chartplatzierungen
Geschichtenhasser stieg am 25. April 2008 auf Platz 38 in die deutschen Charts ein und erreichte eine Woche später mit Rang 19 die höchste Position. Insgesamt konnte es sich sechs Wochen in den Top 100 halten. In Österreich und der Schweiz verpasste der Song dagegen die Charts.
| ChartsChartplatzierungen | Höchstplatzierung | Wochen |
| ------------------------ | ----------------- | ------ |
| Deutschland (GfK)        | 19 (6 Wo.)        | 6      |

## Rezeption
In der positiven Rezension des zugehörigen Albums Schneller, höher, Weidner auf laut.de von Michael Edele wird Geschichtenhasser als „ein richtig guter Rocksong mit einer tollen Melodie, die sofort ins Langzeitgedächtnis zischt,“ beschrieben.